# Debren
Debren (în bulgară Дебрен) este un sat  în Obștina Gărmen, Regiunea Blagoevgrad, Bulgaria.

## Demografie
Componența etnică a satului Debren
     Turci (1,64%)
     Nicio identificare (33,49%)
     Bulgari (62,94%)
     Romi (0,93%)
     Altele (0,97%)
La recensământul din 2011, populația satului Debren era de 2.251 locuitori. Din punct de vedere etnic, majoritatea locuitorilor (62,94%) erau bulgari, cu o minoritate de turci (1,64%). Pentru 33,49% din locuitori nu este cunoscută apartenența etnică.